# 田中幹人
田中 幹人 （たなか みきひと、1972年 - ）は、日本の社会学者。早稲田大学政治経済学術院教授、厚生労働省参与、厚生労働省新型コロナウイルス感染症対策アドバイザリーボードメンバー。

## 人物・経歴
静岡県浜松市生まれ。1997年国際基督教大学教養学部理学科卒業。2003年東京大学大学院総合文化研究科広域科学専攻生命環境科学系博士後期課程修了、博士（学術）。
同年国立精神・神経医療研究センター流動研究員。2005年早稲田大学大学院政治学研究科科学技術ジャーナリスト養成プログラム助手。2006年早稲田大学大学院政治学研究科科学技術ジャーナリスト養成プログラム講師。2008年早稲田大学大学院政治学研究科ジャーナリズムコース講師。
2010年早稲田大学大学院政治学研究科ジャーナリズムコース准教授、京都大学iPS細胞研究所広報外部アドバイザー。2011年科学技術・学術政策研究所ナイスステップな研究者。2012年文部科学省科学技術・学術審議会研究計画・評価分科会委員。2014年柿内賢信記念財団柿内記念賞奨励賞受賞。
2017年国立環境研究所社会対話・協働推進オフィスアドバイザー。2019年日本学術会議連携委員。2020年厚生労働省新型コロナウイルスに関連した感染症対策に関する厚生労働省対策推進本部事務局参与、厚生労働省新型コロナウイルス感染症対策アドバイザリーボードメンバー、東京都新型コロナウイルス感染症医療アドバイザー。2021年早稲田大学政治経済学術院教授。

## 著作
- 『「科学技術コミュニケーション」再考 : メディアを介した科学技術の議題構築に向けて』文部科学省科学技術政策研究所第2調査研究グループ 2012年
- 『災害弱者と情報弱者 : 3・11後、何が見過ごされたのか』（標葉隆馬, 丸山紀一朗と共著）筑摩書房 2012年

### 編著
- 『iPS細胞ヒトはどこまで再生できるか？』日本実業出版社 2008年